# Etheostoma osburni
Etheostoma osburni é uma espécie de peixe da família Percidae.
É endémica dos Estados Unidos da América. 